# Ferrovia Centrale Umbra
La Ferrovia Centrale Umbra, o ferrovia Sansepolcro-Terni, è una ferrovia di interesse regionale a scartamento ordinario, il cui tracciato si snoda quasi totalmente nel territorio della regione Umbria, lungo la valle del Tevere, e collega Sansepolcro, in provincia di Arezzo, con Perugia e Terni.
La ferrovia è gestita da Rete Ferroviaria Italiana (RFI), mentre il servizio è curato dal 1º gennaio 2024 da Trenitalia.
Il servizio regionale è attivo solo nelle tratte comprese tra le stazioni di Città di Castello e di Perugia Ponte San Giovanni e tra quest'ultima e quella di Perugia Sant'Anna. Sul resto del tracciato, chiuso a partire dal 2017 per consentire lavori di manutenzione straordinaria, è attivo un servizio sostitutivo tramite bus.

## Storia
| Tratta                          | Inaugurazione    |
| ------------------------------- | ---------------- |
| Umbertide-Città di Castello     | 5 aprile 1886    |
| Città di Castello-Sansepolcro   | 1º maggio 1886   |
| Terni-Umbertide                 | 12 luglio 1915   |
| Perugia Ponte S.Giovanni-S.Anna | 19 febbraio 1920 |

Nel 1908 venne accordata alla privata Società per le Strade Ferrate del Mediterraneo la concessione per la costruzione e per l'esercizio della ferrovia, con trazione a vapore.
In seguito gli enti interessati presentarono al Governo un progetto preventivo per l'elettrificazione della linea. Il progetto fu approvato l'11 febbraio 1911 e venne stipulata una convenzione per l'impianto della trazione elettrica. La società A.E.G. Thomson Houston ritenne conveniente la corrente alternata monofase ad alta tensione.
La costruzione ebbe inizio nel 1911 e il 12 luglio 1915 il tronco Terni-Umbertide fu aperto all'esercizio con trazione a vapore.
La guerra del 1915-1918 ritardò l'elettrificazione della linea (a 11000 V e 25 Hz). Solo nel 1920 il servizio a trazione elettrica iniziò sulla Terni-Umbertide e poi sulla diramazione Ponte San Giovanni-Perugia. Nuovi locomotori iniziarono a sostituire, poco alla volta, le locomotive a vapore che rimarranno ad essere utilizzate per il trasporto merci.
La ferrovia subì gravi danni durante la seconda guerra mondiale e venne ricostruita.
Nel 1956 l'alimentazione fu convertita a 3000 V CC, con conseguente adeguamento dei mezzi di trazione.

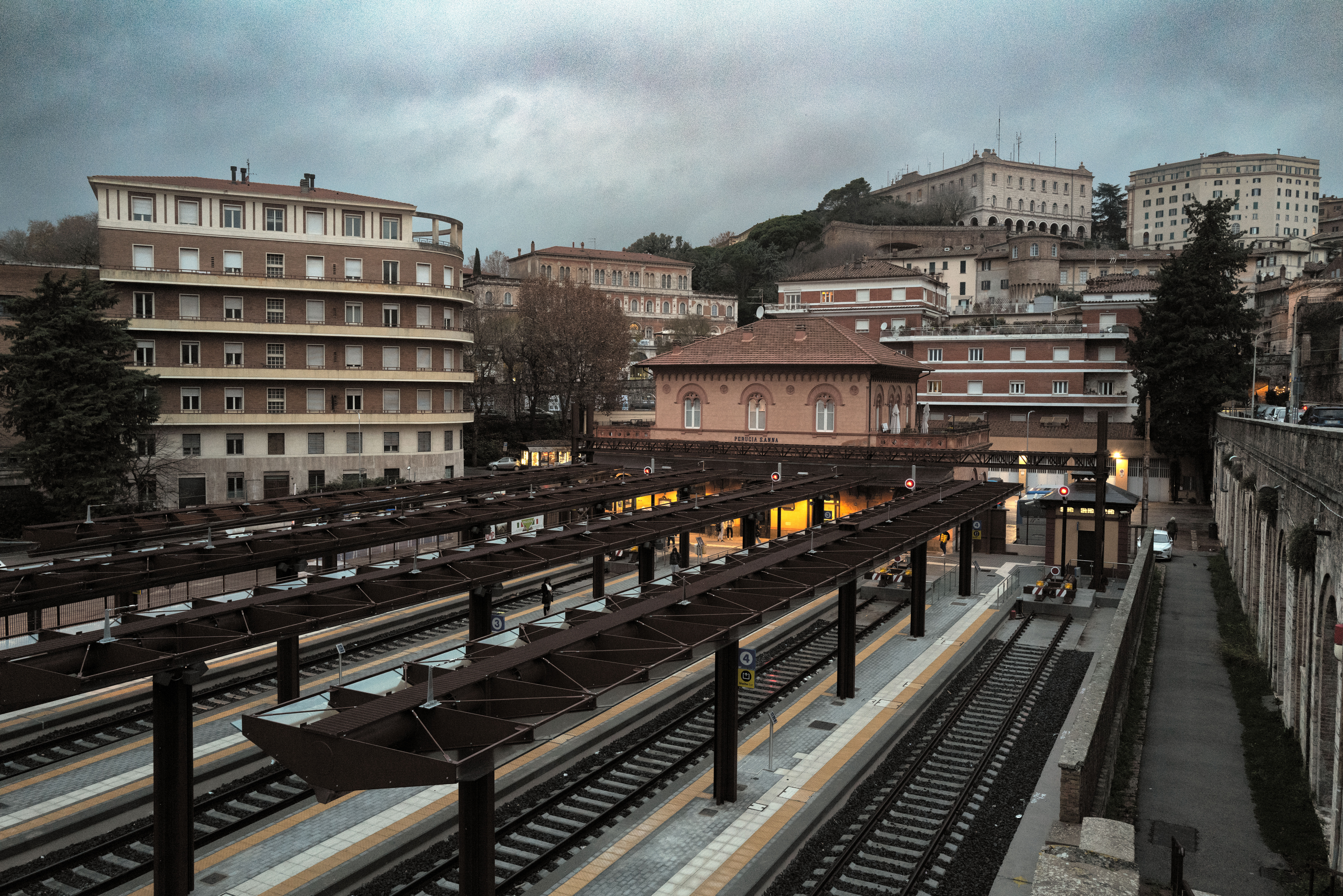
Stazione ferroviaria di Perugia Sant'Anna ripresa da est, dal soprastante Viale Roma, come si presentava il 9 dicembre 2022

Il 25 maggio 1956 fu aperto il tronco Umbertide-Sansepolcro, modificando a ordinario lo scartamento ridotto della vecchia linea Arezzo-Fossato di Vico e nel 1959 i due esercizi furono concentrati nelle Ferrovie Umbro-Aretine, con il nome di MUA (Mediterranea per le Strade Ferrate Umbro Aretine). Solo alla fine degli anni settanta, con l'acquisizione da parte della provincia di Perugia (nel momento in cui la ferrovia rischiava la chiusura per fallimento), assunse la denominazione di "Ferrovia Centrale Umbra". Vennero attuati ammodernamenti, realizzata la saldatura delle rotaie, adottato materiale rotabile a carrelli (elettromotrici E.101-107) e tra il 1962 e il 1966 furono automatizzati con segnalamento ottico-acustico i passaggi a livello. La Ferrovia Centrale Umbra divenne, con legge 526 del 7 agosto 1982, una ferrovia a gestione commissariale governativa.
Dal 1997 la linea è esercitata esclusivamente con mezzi a trazione diesel.
Nel 2000 è stata costituita la società Ferrovia Centrale Umbra s.r.l., a totale capitale pubblico regionale in seguito alla regionalizzazione delle ferrovie concesse.
Nel 2005 è stato inaugurato il servizio diretto Sansepolcro-Perugia-Terni-Roma, attivo dal lunedì al venerdì. Nel 2006 sono iniziati i lavori per la rielettrificazione a 3 kV dell'intera linea ferroviaria per garantire standard di sicurezza elevati con il sistema di sicurezza elettronico TCMS. La società Ferrovia Centrale Umbra s.r.l. ha già provveduto all'acquisto dei nuovi elettrotreni distribuiti dalla Alstom, l'ultimo modello dei treni già utilizzati da Trenitalia con il marchio registrato di Minuetto. Il nome assegnato dalla FCU a questi treni è Pinturicchio. Anche la livrea è personalizzata e prevede il bianco come colore dominante, con bande e strisce rosse ed inserti neri attorno ai finestrini. I nuovi treni sono stati prontamente attivati su quei collegamenti della linea RFI Foligno-Terontola che vengono effettuati con materiale FCU.

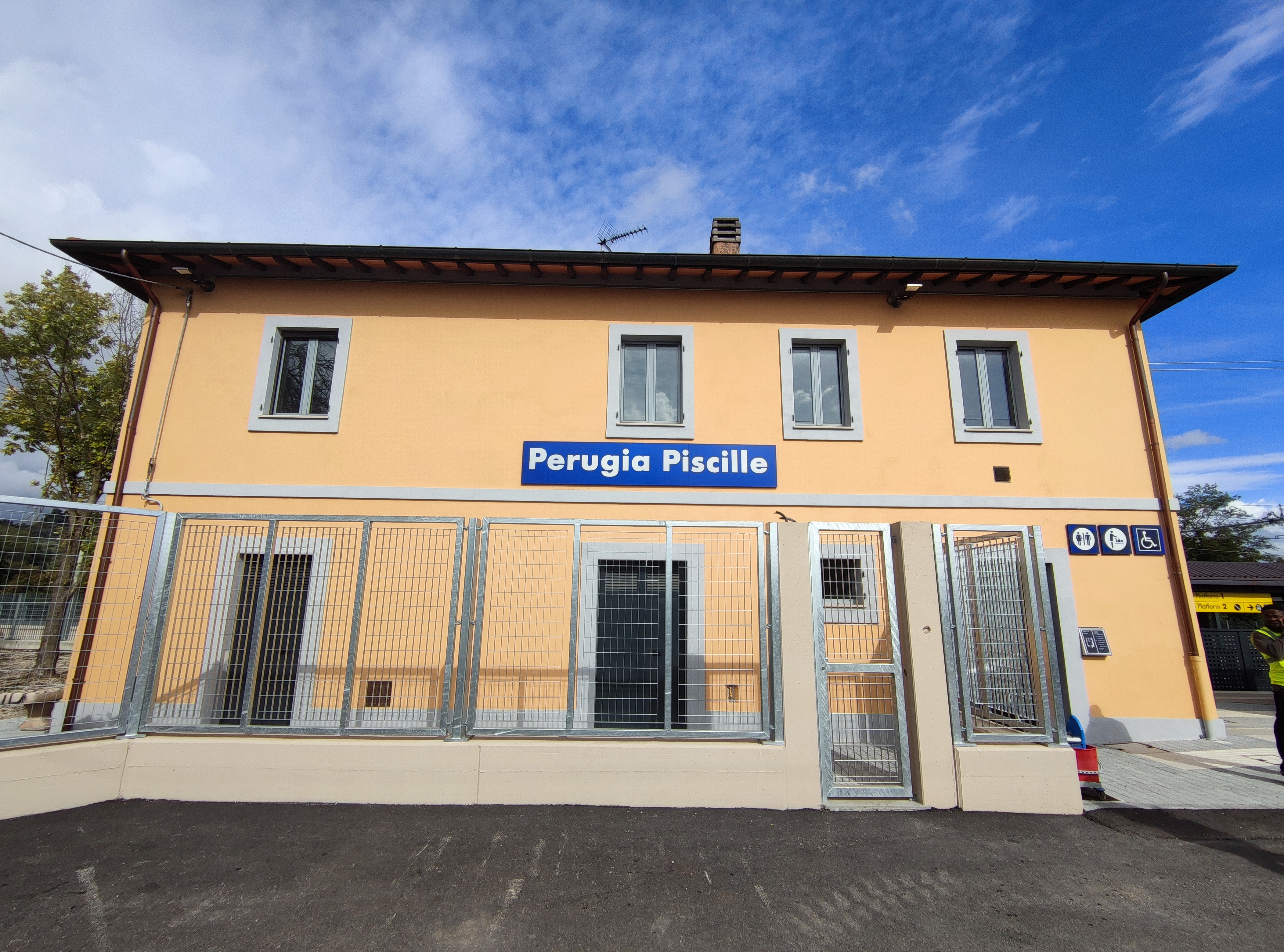
Stazione di Perugia Piscille nel 2023

Il 7 aprile 2013 si verificò un deragliamento in località Montecastelli.
Il 26 febbraio 2017, l'esercizio sulla tratta Perugia Ponte San Giovanni-Perugia Sant'Anna è stato sospeso al fine di effettuare interventi di elettrificazione e ammodernamento. I lavori dovrebbero concludersi in tre anni.
Il 13 settembre 2017 l'esercizio su tutta la ferrovia da Terni a Perugia Ponte San Giovanni e da Perugia Ponte San Giovanni a Sansepolcro è stato sospeso per lavori di manutenzione a caselli, stazioni e binari. Il servizio ferroviario è stato sostituito da bus da Sansepolcro a Perugia e da Perugia a Terni e viceversa.
Il 15 dicembre 2017 viene firmato il protocollo d'intesa tra Regione Umbria e Rete Ferroviaria Italiana che permetterà il passaggio dell'infrastruttura ferroviaria FCU alla rete nazionale entro giugno 2018. Il contratto prevede anche il rinnovo del parco rotabile, con l'acquisizione di 12 nuovi elettrotreni ETR 104 e il riutilizzo delle 4 automotrici Minuetto.
Il 25 ottobre 2018 è stata riaperta la tratta da Città di Castello a Perugia Ponte San Giovanni con velocità limitata fino a 50 km/h.
Il 10 giugno 2019 è stato firmato il protocollo d’intesa che ha permesso di trasferire definitivamente la linea a Rete Ferroviaria Italiana.

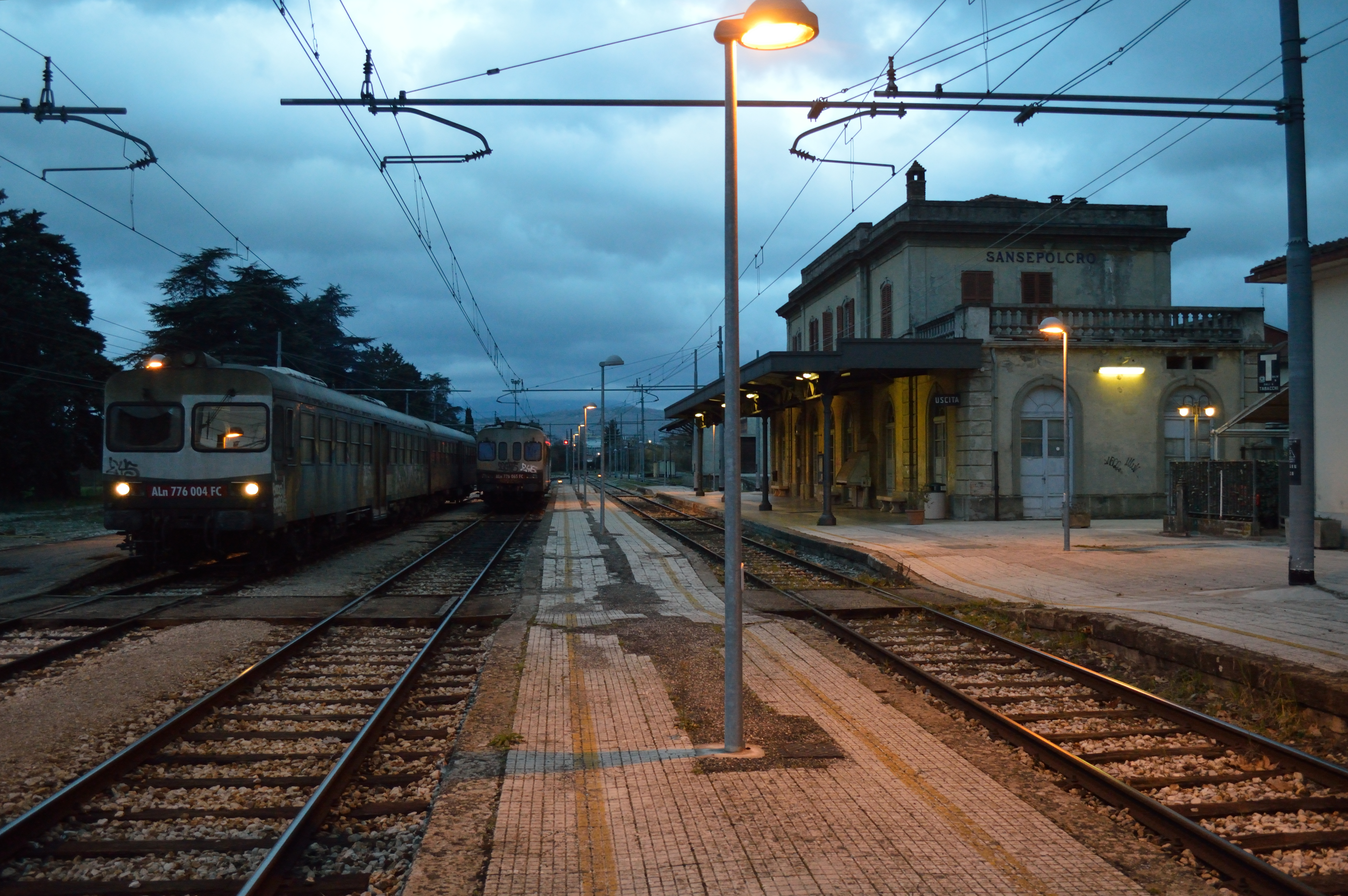
La stazione di Sansepolcro elettrificata

Il 14 settembre 2022 è stata riaperta la tratta compresa tra le stazioni di Perugia Ponte San Giovanni e Perugia Sant'Anna. Risultano da completare le tratte Sansepolcro-Città di Castello e Perugia Ponte San Giovanni-Terni. I lavori di manutenzione e ammodernamento delle tratte mancanti sono stati finanziati con 163 milioni di euro e il loro completamento è previsto per il 2026.
L'11 gennaio 2023 si è concluso l'accordo tra la Regione e Trenitalia, per la manutenzione dei 4 minuetto presso le OGR di Foligno, insieme ad una consegna di 5 ulteriori treni minuetto provenienti da altre regioni, da parte di Trenitalia, al fine del prossimo pensionamento delle ALN 776 e dell'arrivo dei nuovi POP.
Il 21 dicembre 2023 la Regione, su richiesta dell'assessore Melasecche, ha affidato l'intero servizio fino al 2032 a Trenitalia, tramite affidamento diretto. Nel contratto, è inoltre prevista l'introduzione di ulteriori 5 treni minuetto provenienti da altre regioni.
Il 15 dicembre 2024 viene attivata, dal nuovo gestore RFI, l'elettrificazione a 3000 V CC nel tratto Città di Castello-Perugia P.S.G.-Perugia S. Anna.

## Caratteristiche
| Unknown route-map component "exCONTgq" | Unknown route-map component "exSTR+r" |  |

| Unknown route-map component "KDSTxa" |

| Small non-passenger station on track |

| Small non-passenger station on track |

| Unknown route-map component "STR+GRZq" |

| Unknown route-map component "HSTeBHF" + Small non-passenger station on track |

| Non-passenger station/depot on track |

| Small non-passenger station on track |

| Small non-passenger station on track |

| Small non-passenger station on track |

| Station on track |

| Unknown route-map component "eHST" |

| Unknown route-map component "hbKRZWae" |

| Unknown route-map component "HSTeBHF" |

| Unknown route-map component "eHST" |

| Station on track |

| Unknown route-map component "eHST" |

| Enter and exit tunnel |

| Stop on track |

| Unknown route-map component "eHST" |

| Unknown route-map component "eHST" |

| Unknown route-map component "hbKRZWae" |

| Station on track |

| Unknown route-map component "eHST" |

|  | Unknown route-map component "eABZgl" | Unknown route-map component "exCONTfq" |

| Station on track |

| Small non-passenger station on track |

| Station on track |

| Unknown route-map component "eHST" |

| Station on track |

| Unknown route-map component "eHST" |

| Unknown route-map component "hbKRZWae" |

| Stop on track |

| Station on track |

| Unknown route-map component "eHST" |

| Unknown route-map component "eHST" |

| Enter and exit tunnel |

|  | Unknown route-map component "ABZg+l" | Unknown route-map component "CONTfq" |

| Station on track |

| 29+338  |
| (0+000) |

| Unknown route-map component "KRW+l" + Unknown route-map component "BS2c2" | Unknown route-map component "KRWgr" + Unknown route-map component "BS2r" |  |

| Unknown route-map component "dSTR" | Unknown route-map component "dCONTf" | Unknown route-map component "dSTR" |  |

| Station on track | Straight track |  |

| Stop on track | Straight track |  |

| End station | Straight track |  |

| Unknown route-map component "eHST" |

| Non-passenger station/depot on track |

| Non-passenger station/depot on track |

| Unknown route-map component "eHST" |

| Non-passenger station/depot on track |

| Unknown route-map component "eHST" |

| Non-passenger station/depot on track |

| Non-passenger station/depot on track |

| Unknown route-map component "hbKRZWae" |

| Enter and exit tunnel |

| Unknown route-map component "eHST" |

| Unknown route-map component "eHST" |

| Non-passenger station/depot on track |

| Unknown route-map component "tSTRa" |

| Unknown route-map component "tSTRe" |

| Unknown route-map component "eHST" |

| Non-passenger station/depot on track |

| Unknown route-map component "eHST" |

| Non-passenger station/depot on track |

| Non-passenger station/depot on track |

| Unknown route-map component "eHST" |

| Enter and exit short tunnel |

| Enter and exit short tunnel |

| Non-passenger station/depot on track |

| Enter and exit short tunnel |

| Non-passenger station/depot on track |

| Unknown route-map component "eHST" |

| Unknown route-map component "CONT2" | Unknown route-map component "STR+c3" |  |

| Unknown route-map component "CONTgq" + Unknown route-map component "STRc1" | Unknown route-map component "ABZg+r" + Unknown route-map component "STR+4" |  |

| Station on track |

|  | One way leftward | Unknown route-map component "CONTfq" |

La linea fece constatare subito la sua grande utilità; il traffico si sviluppò sensibilmente fin dall'inizio anche per l'interesse presentato dal punto di vista turistico. All'inizio collegava Terni ad Umbertide, importante stazione sulla Ferrovia dell'Appennino Centrale, a scartamento ridotto (entrata in servizio nel 1886), che collegava Arezzo (Toscana) a Fossato di Vico.
A seguito della chiusura di quest'ultima (avvenuta in seguito agli eventi bellici dell'ultima guerra) nel 1956 la FCU fu prolungata da Umbertide a Sansepolcro riutilizzando in parte il tracciato della linea dismessa.
Non esiste invece sbocco verso nord, mentre fino alla II guerra mondiale era costituito dalla Ferrovia Appennino Centrale la quale scavalcava la sella di Anghiari mettendo in relazione diretta Umbertide con Arezzo. Peraltro, un collegamento verso la Romagna era stato immaginato ancora prima della realizzazione della linea per Arezzo: l'ingegnere perugino Coriolano Monti aveva proposto la realizzazione della ferrovia Adriatico-Tiberina (talvolta detta Adriaco-Tiberina) che avrebbe messo in comunicazione Venezia con Roma passando per Cesena e Perugia (in sostanza attraversando lo spartiacque appenninico nel punto in cui, un secolo dopo, lo ha fatto il corridoio stradale europeo E45).
Le progressive chilometriche originano da Umbertide, sede di deposito e officina, in direzione sud; anche sulla tratta Umbertide-Sansepolcro, aperta successivamente, le progressive hanno origine ad Umbertide (in direzione nord).
La velocità massima raggiungibile sulla linea è di 90 km/h, benché le automotrici ALn 776 possano raggiungere i 150 km/h (peraltro questa potenzialità consente loro di poter essere impiegate sulla Direttissima Roma-Firenze, in particolare nella tratta Orte-Settebagni).
Sono presenti in tutto 42 passaggi a livello.

### Percorso
La ferrovia Centrale Umbra nasce a Terni, stazione della linea RFI Roma-Ancona e capolinea della trasversale Terni-L'Aquila-Sulmona; lasciata la città sale verso le colline e dopo un succedersi di gallerie e di viadotti giunge alle stazioni di Sangemini e di Acquasparta.
La linea, attraversate le zone boschive di Massa Martana e Rosceto, segue la valle del Naia raggiungendo Todi.
Da Todi la linea corre sulla riva sinistra del Tevere e, scavalcando il fiume con un ponte in ferro a due travate, passa sotto Monte Castello di Vibio, prosegue per Fratta Todina, Marsciano, Deruta, San Martino in Campo per giungere alla Stazione di Perugia Ponte S. Giovanni, nodo ferroviario sulla linea RFI Foligno-Terontola. Da questa stazione si dirama il tronco, caratterizzato da una forte ascesa che in alcuni tratti raggiunge il 60 per mille, per il centro della città di Perugia (stazione di Perugia Sant'Anna).
La linea prosegue lungo l'Alta Valtiberina verso Umbertide, da dove si diramava la Ferrovia Appennino Centrale per Fossato di Vico (chiusa nel 1945), dopodiché la linea attraversa i comuni di Città di Castello e San Giustino, giungendo al capolinea di Sansepolcro.
Da qui in passato la Ferrovia Appennino Centrale proseguiva verso Arezzo. Negli ultimi mesi del 2022, entrambe le regioni Umbria e Toscana, in accordo con il Ministero delle infrastrutture e della mobilità sostenibili, hanno dato il via ad uno studio di fattibilità per collegare l'area nord dell'Umbria, compreso il capolinea di Sansepolcro, con Arezzo via Anghiari-Le Ville, per poi diramarsi fino alla nuova stazione AV posta sulla Direttissima, la "Medioetruria", anch'essa allo studio di fattibilità.

## Traffico

### Perugia
A Perugia è attivo un servizio ferroviario metropolitano lungo la diramazione urbana Ponte San Giovanni-Sant'Anna.

### Terni

Progetto della cosiddetta "metropolitana di superficie" di Terni

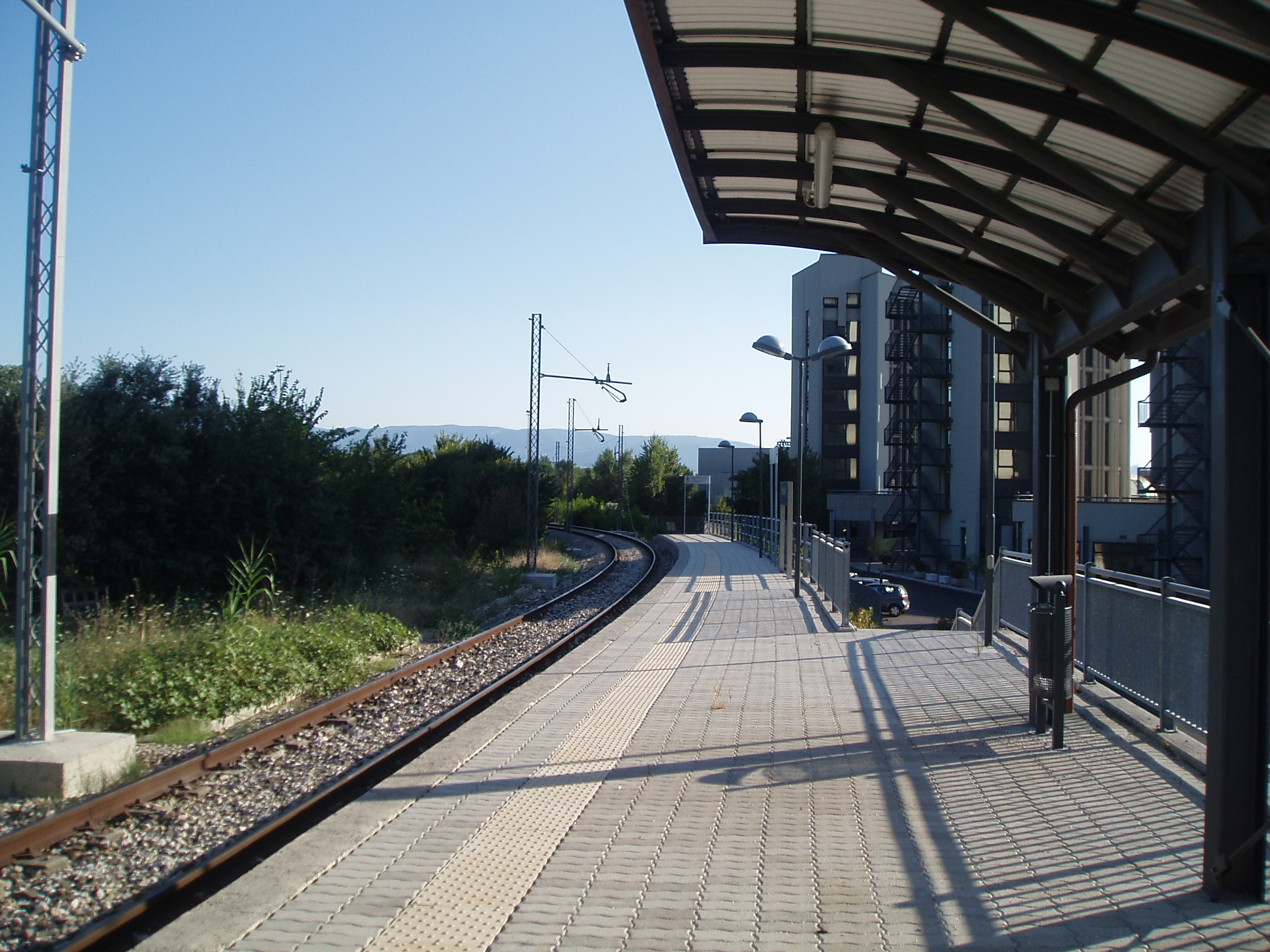
Fermata Ponte le Cave

Anche a Terni è stata prevista la creazione di un servizio ferroviario suburbano, indicato come metropolitana di superficie, lungo circa 7 km Terni-Cesi sulla linea Terni-Perugia-San Sepolcro gestita da Rete Ferroviaria Italiana. La rete ferroviaria sfrutterebbe la linea ferroviaria già esistente integrata dal raddoppio di 2,5 km e dalla costruzione di nuove stazioni. È previsto inoltre il biglietto integrato con i mezzi su gomma.
All'approvazione del progetto la data prevista di fine dei lavori era fissata per il dicembre 2002, con l'inaugurazione che avrebbe avuto luogo il 14 febbraio 2003. Questa data è stata più volte rinviata. A gennaio 2008, le previsioni parlavano di apertura per l'autunno 2008. Nuove previsioni di luglio 2009 parlano di entrata in servizio per la primavera del 2012. Al 2013 il servizio non era attivo. A febbraio 2015 l'ultima stima parla del 2018, poiché negli anni sono sopraggiunti rallentamenti per espropri e modifiche al piano regolatore che di conseguenza hanno frenato la pubblicazione del bando da €5,5 milioni provenienti dal Cipe per l'ultimo lotto dei lavori.
Il costo totale previsto del progetto è di 19,5 milioni di euro ed è finanziato dalla legge 211 del 26 febbraio 1992 (Interventi nel settore dei sistemi di trasporto rapido di massa). Nel 2015 sono pervenuti ulteriori 5,5 milioni di € dal Cipe e contestualmente la Corte dei Conti ha ipotizzato un danno erariale di circa 5 milioni di € a causa del più che decennale ritardo nel completamento dell'opera.
Dal 20 agosto 2023 sono iniziati i lavori di ripristino e riattivazione della tratta.

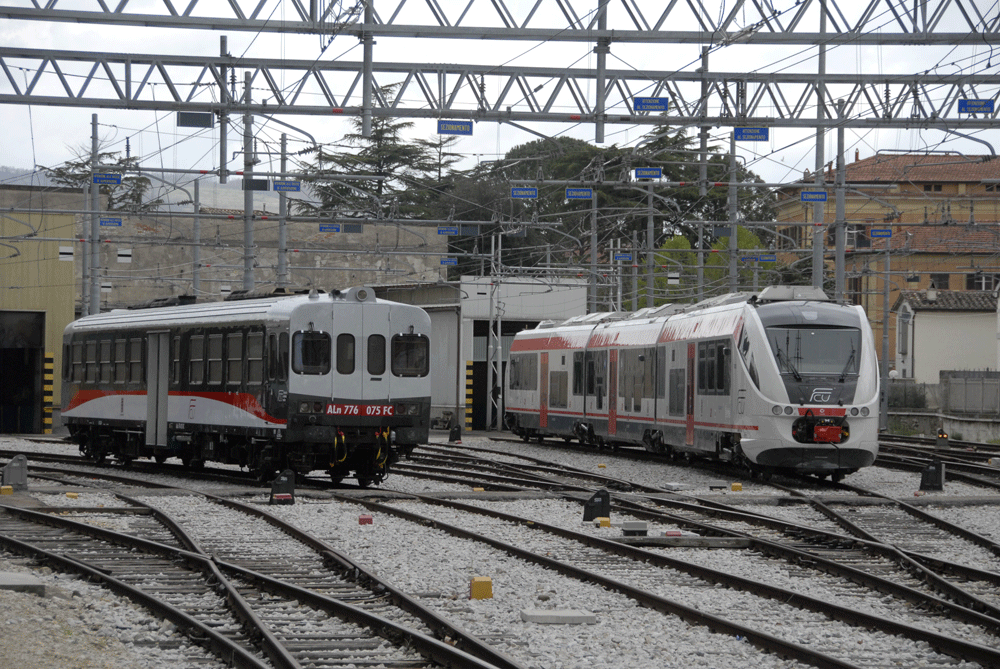
I convogli

Il servizio, secondo le previsioni, prevede che i treni abbiano una cadenza di 20 minuti e che prestino servizio dalle 6 alle 21.
I lavori completati, in corso o in progetto sono:
- il raddoppio di 2,5 chilometri di linea;
- la creazione di 8 fermate fra il capolinea (stazione di Terni) e Cesi, per un totale di 11 stazioni.[17]

Il materiale rotabile usato sarà composto dai nuovi convogli ALe/ALn 501-502, denominati Pinturicchio.
Nella stazione di Terni avviene l'interscambio con i mezzi Trenitalia della ferrovia Roma-Ancona e con i mezzi della ferrovia Terni-Perugia-San Sepolcro e della ferrovia Terni-Sulmona oggi gestita con mezzi anch'essi di Trenitalia nella tratta Terni-L'Aquila.